# Райновка
Райновка или Долни Вайсал (на украински: Райнівка; на руски: Райновка) е село в Южна Украйна, част от Приморски район на Запорожка област.

## География
Селото е разположено на северния бряг на Азовско море.

## История
Райновка е една от колониите на таврическите българи. Основана е в 1861 година на мястото на бившия ногайски аул Алшин Бодай. Наречено е Райновка на името на депутата Райнов, участвал в основаването на селото. При избухването на Балканската война в 1912 година един човек от Райновка е доброволец в Македоно-одринското опълчение.

## Личности
Родени в Райновка
- Айндрей С. Папазов (1884 – ?), македоно-одрински опълченец, 2 рота на 8 костурска дружина, 2 рота на 7 кумановска дружина[5]